# 岡山市立市民病院
岡山市立市民病院（おかやましりつしみんびょういん）は、岡山県岡山市北区にある医療機関。岡山市が100%出資する「地方独立行政法人岡山市立総合医療センター」が運営する病院である。
岡山市や近隣地域の皆様が安全に安心に暮らし、健康を維持できるよう19の診療科を設置。特に「断らない救急」に努めており、日中のみならず夜間や休日を含め24時間365日すべての救急患者の受け入れや初期診療を目標に岡山ERの運用を行っている。

## 基本理念
【心】心の通い合う医療の提供
【技】質の高い安全な医療の提供
【体】 健全で自立した経営と働きやすい職場

## 基本方針
1.患者中心の医療
患者さんに対し十分な説明と同意のもとに医療を提供し、かつ、診療情報を積極的に公開し、患者さんの尊厳・権利を尊重する患者中心の全人的医療を行います。
2.医療水準の向上
総合的医療機能を基盤に、高度・特殊・先駆的医療等を担い、さらに地域医療を担う医師の育成、医療従事者の研修の場としての役割を果たし、地域の医療水準の向上に努めます。
3.安全な医療
患者さんに安心と信頼をもたらす医療を提供し、また、職員に希望と誇りを育み、充実して働きやすい職場環境づくりを推進します。
4.地域医療への貢献
地域の医療機関との連携を密にし、また、救急医療を積極的に推進し、市民に愛され信頼される地域の中核病院としての役割を果たします。
5.健全経営の確保
自治体病院に期待される健康危機管理機能の強化等の公共性を確保するとともに、合理的かつ効率的な病院経営に努めることにより、健全で自立した経営基盤を確立します。
平成15年4月11日制定（平成26年4月1日改正）

## 概要

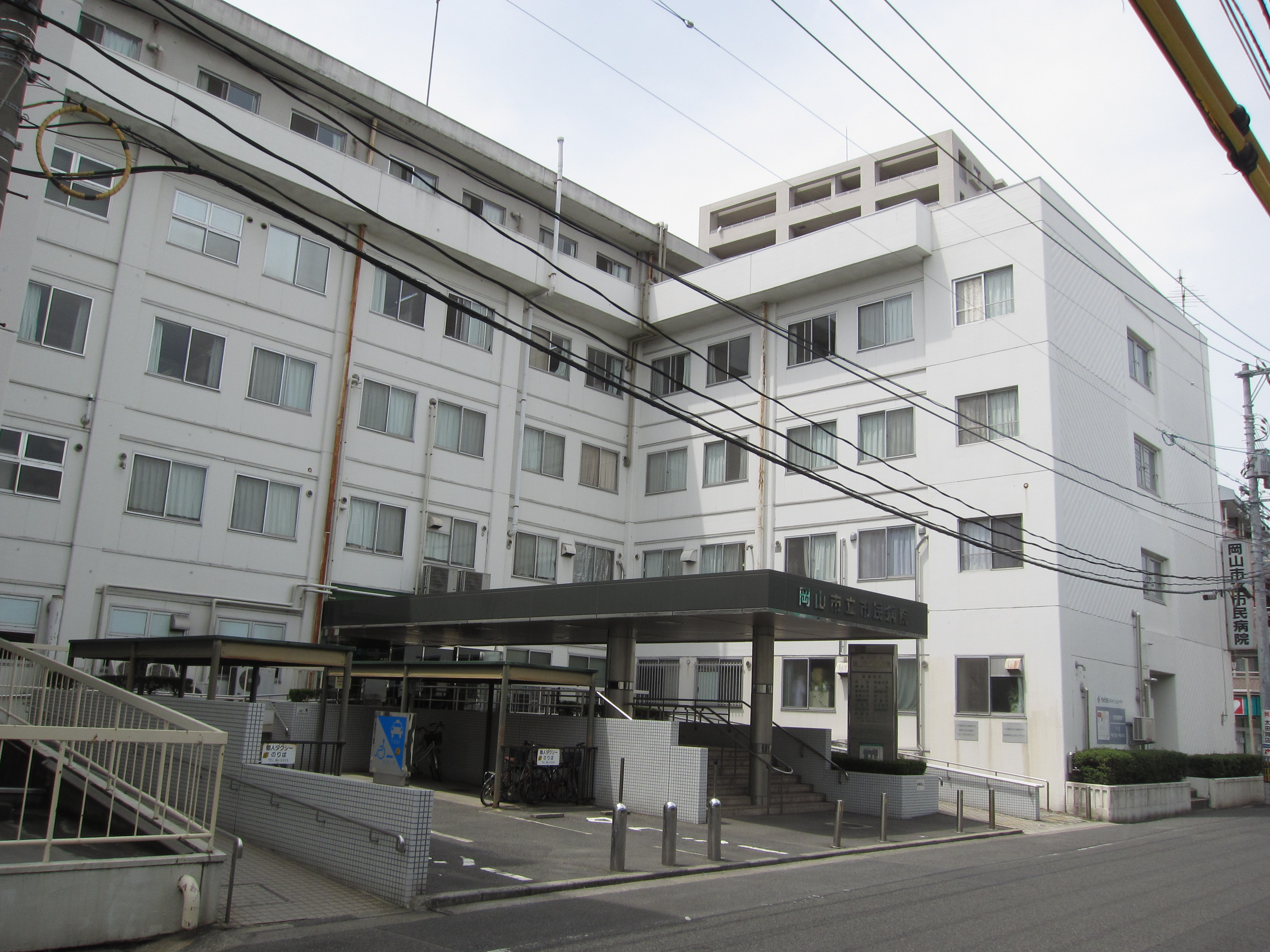
岡山市北区天瀬にあった旧市民病院
（2011年5月4日）

1936年（昭和11年）4月、天瀬診療所を解消し、岡山市立市民病院として開設（一般病床45床）。1959年（昭和34年）9月に、総合病院岡山市立市民病院へ名称変更。
1987年（昭和62年）から赤字であり、その額は年最大10億円となった。岡山市は2000年度に病院事業管理者を設置し、地方公営企業法を全部適用。高度医療の導入や積極的に急患を受け入れることで黒字化を計った。その結果、2003年（平成15年）度は黒字化したが、それでも80億円を超える累積赤字が残った。外部から招いた医師による経営で黒字を達成したが、その成功報酬は2001年（平成13年）度分が8300万円、2002年（平成14年）度分が7400万円と巨額であり、市民オンブズマンおかやまが岡山市を相手取って訴訟を起こした（岡山市病院事業管理者成功報酬返還訴訟）。2008年（平成20年）8月8日、最高裁判所は上告を棄却し、支払い差し止めを命じた1審・2審判決が確定した。
2014年（平成26年）4月、岡山市と別人格を有する法人として「地方独立行政法人岡山市立総合医療センター」に移行される。正式な病院名が、岡山市立市民病院とされる。
2015年（平成27年）5月7日に北区北長瀬表町に新築・移転して開院した。この新病院は2階部分に北長瀬駅と直結する通路が整備された。（場所は旧国鉄岡山操車場跡地）
2024年（令和6年）新築・移転10周年を迎える

## 病院沿革
| 1936年（昭和11年）4月  | 天瀬診療所を発展的に解消し、 岡山市立市民病院を開設、一般病床45床                          |
| 1935年（昭和26年）9月  | 一般病床49床、結核病床19床、計68床                                                         |
| 1956年（昭和31年）12月 | 南館新築 一般病床138床、結核病床19床 計157床                                               |
| 1959年（昭和34年）9月  | 「総合病院岡山市立市民病院」と名称変更                                                     |
| 1966年（昭和41年）9月  | 本館新築                                                                                   |
| 1966年（昭和41年）11月 | 市立産院を吸収 一般病床254床、結核病床24床、計278床                                        |
| 1975年（昭和50年）9月  | 岡山市半田病院(結核病床216床)を当院の分院にする 増床：一般病床378床、結核病床50床、計428床 |
| 1979年（昭和54年）3月  | 西館新築                                                                                   |
| 1980年（昭和55年）4月  | 半田分院を統合、救急病院指定                                                               |
| 1992年（平成4年）8月   | 別館新築 感染症病床40床 計468床                                                            |
| 1997年（平成9年）1月   | 開放病床を開設(8床)                                                                        |
| 1999年（平成11年）7月  | 一般病床378床(うち療養型病床46床)、 結核病床12床、感染症病床6床 計396床                    |
| 2000年（平成12年）7月  | 地方公営企業法全部適用へ移行                                                               |
| 2002年（平成14年）3月  | オーダリングシステム (処方・検体検査・患者基本・入院基本・食事・病名) 稼働                 |
| 2002年（平成14年）9月  | 一般病床332床、療養病床46床、 結核病床12床、感染症病床6床 計396床                          |
| 2003年（平成15年）2月  | オーダリングシステム(注射)稼働                                                             |
| 2003年（平成15年）3月  | オーダリングシステム(予約)稼働                                                             |
| 2003年（平成15年）9月  | 一般病床378床、結核病床12床、 感染症病床6床 計396床                                        |
| 2004年（平成16年）12月 | (財)日本医療機能評価機構より 一般病院の認定を受ける (平成21年12月19日まで)                 |
| 2006年（平成18年）8月  | いきいき健康支援室開設                                                                     |
| 2007年（平成19年）9月  | 疾患別センター (脳疾患、肝疾患、血液･腫瘍、リウマチ、血管内治療)の創設                     |
| 2008年（平成20年）2月  | 一般病床387床、結核病床12床、 感染症病床6床 計405床                                        |
| 2010年（平成22年）2月  | (財)日本医療機能評価機構よりバージョン6の認定を受ける (平成26年12月19日まで)               |
| 2010年（平成22年）4月  | 疾患別センター(救急、糖尿病、消化器疾患)の創設                                             |
| 2010年（平成22年）4月  | DPC対象病院                                                                                |
| 2011年（平成23年）3月  | 電子カルテ導入                                                                             |
| 2012年（平成24年）1月  | 救急科専門医指定施設                                                                       |
| 2012年（平成24年）1月  | 「看護基準7対1」を取得                                                                     |
| 2012年（平成24年）4月  | がん診療連携推進病院                                                                       |
| 2013年（平成25年）10月 | 地域医療支援病院承認                                                                       |
| 2014年（平成26年）4月  | 地方独立行政法人岡山市立総合医療センターが 設立され、岡山市立市民病院と名称変更            |
| 2015年（平成27年）2月  | (財)日本医療機能評価機構より一般病院2の認定を受ける (平成31年12月19日まで)                 |
| 2015年（平成27年）5月  | 旧国鉄岡山操車場跡地に新 岡山市立市民病院が開院(北区北長瀬表町)                            |
| 2020年（令和2年）2月   | (財)日本医療機能評価機構より 一般病院2の認定を受ける (令和６年12月19日まで)                |
| 2024年（令和６年）4月  | 病院移転１０年を迎える                                                                     |

## 診療科
- 内科（消化器内科、血液内科、糖尿病内科、内分泌内科、総合内科、呼吸器内科、循環器内科、脳神経内科、心療内科、膠原病・リウマチ内科、腎臓内科、感染症内科）
- 脳神経外科
- 外科
- 整形外科
- 産婦人科
- 小児科
- 眼科
- 耳鼻咽喉科
- 皮膚科
- 泌尿器科
- リハビリテーション科
- 形成外科
- 救急科
- 放射線科
- 麻酔科
- 病理・臨床検査科
- 臨床検査科(卒後臨床教育研修センター)

## 専門センター・特殊外来一覧
- マタニティセンター

- 肝疾患センター

- 血液・腫瘍センター

- IVRセンター
- リウマチセンター
- 脳疾患センター
- 救急センター
- 消化器疾患センター
- 人工関節センター
- 糖尿病センター

- リハビリテーションセンター
- 健康管理センター
- がん治療サポートセンター
- 心不全センター
- 低侵襲手術センター
- 内分泌センター
- 喘息・慢性咳嗽外来
- 末梢血管外来
- 動悸・息切れ外来
- セカンドオピニオン外来
- ヘルニア外来

## 交通アクセス
- ＪＲでお越しの場合

山陽本線下りまたは伯備線の電車に乗り、すぐ隣の駅である北長瀬駅で降りて徒歩すぐ（岡山駅から約４分）。
出入り口は４か所（１F東出入口、１F西出入口、２F東出入口（北長瀬駅直結）、２F西出入口（駐車場側））
病院と駅構内はペデストリアンデッキでつながっているので雨の日でもぬれずに行くことができる。
- バスでお越しの場合

平田経由北長瀬駅行きに乗り終点の北長瀬駅で下車して徒歩すぐ。
岡電バス・下電バス・両備バス（倉敷市方面行きなど）
県道162号（旧国道2号）経由の倉敷駅行きまたは中庄駅行きの北長瀬駅を経由する便に乗車して北長瀬駅で下車して徒歩すぐ。
北長瀬駅経由ではない川崎医療福祉大学行き、清心学園行き、東花尻行き、中庄駅行き、倉敷駅行きは、中仙道バス停で下車して5分程度北長瀬駅方向に歩く。
- 車でお越しの場合

岡山駅から約4Km、約10分（山陽自動車道岡山ICから約8Km、約20分）
・自動車：入庫から30分毎に100円(ただし、入庫から24時間毎に200円)

## シンボルマークについて
平成２５年６月１１日から７月１０日の期間、その認知度を高め、地域が求める良質な医療を効果的・効率的に提供し、市民の生命と健康を守る市立病院にふさわしいシンボルマークの募集を行い、全国から９８件の応募がありました。
応募作品については、「コンセプトとの整合性」「親しみやすさ」「活用のしやすさ」などを選考基準として、病院の職員などにより選考を行った結果、シンボルマークを決定し公表しました。
この作品は、市の頭文字「Ｏ」と市の鳥「タンチョウ」で岡山市を簡潔にあらわしています。
また、病院を包み込みはばたく姿は、病気の治癒と明るい未来をあらわしており、「市民の生命と健康を守る」市立病院にふさわしいマークになっています。

## 施設認定

### 救急指定
- 救急告示病院
- 二次救急医療病院群輪番制病院

### その他
- 臨床研修病院
- 地域医療支援病院
- 災害拠点病院（地域災害医療センター）
- 在宅療養型後方支援病院
- 開放型病院
- 第2種感染症指定医療機関
- 新型インフルエンザ指定地方公共機関
- 新型コロナウイルス感染症重点医療機関
- 看護師特定行為研修指定研修機関
- 岡山県がん診療連携推進病院
- 岡山県脳卒中連携医療機関（急性期A：t-PA静脈内投与等が24時間可能）
- 岡山県急性心筋梗塞連携医療機関（急性期）
- 岡山県糖尿病連携医療機関（総合管理、専門治療、合併症治療※、急性増悪時治療） ※糖尿病網膜症・糖尿病神経障害・動脈硬化疾患
- 岡山県肝炎二次専門医療機関
- 紹介受診重点医療機関
- 日本医療機能評価機構認定病院（3rdG:Ver2.0一般病院2）

### 学会等認定施設
- 日本内科学会認定医制度教育病院
- 日本血液学会認定血液研修施設
- 日本呼吸器学会認定専門医制度認定施設
- 日本消化器内視鏡学会認定指導施設
- 日本リウマチ学会専門医制度教育施設･新リウマチ専門研修認定教育施設
- 日本整形外科学会認定専門医研修施設
- 日本脳神経外科学会専門医研修プログラム連携施設
- 日本泌尿器科学会専門医教育施設
- 日本皮膚科学会認定専門医研修施設
- 日本眼科学会専門医制度研修施設
- 日本麻酔科学会麻酔科認定病院
- 日本医学放射線学会専門医修練機関認定施設
- 日本糖尿病学会認定教育施設
- 日本呼吸器内視鏡学会気管支鏡専門医認定施設
- 日本アレルギー学会アレルギー専門医教育研修施設（内科･小児科）
- 日本消化器病学会専門医制度認定施設
- 日本循環器学会認定循環器専門医研修施設
- 日本消化器外科学会認定専門医制度指定修練施設
- 日本肝臓学会専門医制度認定施設
- 日本超音波医学会認定超音波専門医研修施設
- 日本外科学会外科専門医制度修練施設
- 日本脳卒中学会認定研修教育施設
- 日本癌治療学会がん治療認定医機構認定研修施設
- 日本病理学会登録施設
- 日本救急医学会救急科専門医指定施設
- 日本病態栄養学会栄養管理・NST実施施設2
- 日本甲状腺学会認定専門医施設
- 日本認知症学会専門医教育施設
- 日本神経学会認定専門医制度准教育施設
- 日本脳神経血管内治療学会専門医制度研修施設
- 日本内分泌学会専門医制度認定教育施設
- 日本インターベンショナルラジオロジー学会専門医修練施設
- 浅大腿動脈ステントグラフト実施基準管理委員会認定施設
- 日本栄養士会栄養サポートチーム担当者研修認定教育施設
- 日本心血管インターベンション治療学会CVIT研修関連施設
- 日本腎臓学会専門医制度研修施設
- 日本腹部救急医学会腹部救急認定医・教育医制度認定施設
- 日本脳卒中学会一次脳卒中センター認定施設
- 日本産科婦人科学会日本専門医機構産婦人科領域専門研修プログラム連携施設
- 日本栄養療法推進協議会NST稼働施設認定
- 日本女性医学学会専門医制度認定研修施設
- 日本病態栄養学会認定病態栄養専門医研修認定施設
- 日本内分泌外科学会専門医制度関連施設
- 日本病院総合診療学会認定施設
- 日本胆道学会認定施設
- 日本感染症学会認定研修施設
- 日本緩和医療学会認定施設
- 日本集中治療医学会集中治療専門医研修施設
- 日本胃癌学会認定施設B